# 相関関数
物理学において相関関数（そうかんかんすう、英: correlation function）は、2つの物理量の間の相関を表す量である。様々な分野に登場する極めて広い概念であり、問題設定に応じて定義も僅かに異なる。

## 概要
一般にx を空間、時間または時空間などのパラメータとし、x の各々の値に対応した物理量A (x) , B (x) などを考える。統計力学や量子論など、物理量 A (x) , B (x) に何らかのゆらぎがある場合、その積を作って平均をとったもの
{\displaystyle G(x,y)=\langle A(x)B(y)\rangle }
を考えることが出来る。これは x における物理量と y における物理量がどの程度互いに影響を及ぼし合っているかを示す量なので、相関関数と呼ばれる。
A = B については特に自己相関関数（英: autocorrelation function）と呼ばれる。

## 時間相関関数
x , y が時間であるとき、この相関関数を時間相関関数と呼ぶ。物理量A にゆらぎがある場合、異なる時刻 t と t' において A を測定し、多数の測定に対してその積の平均をとったもの{\displaystyle \langle A(t)A(t')\rangle }は、平衡状態では系は定常であるため、t -t' にしか依存しない。
{\displaystyle G(t)=\langle A(t)A(t')\rangle =\langle A(t-t')A(0)\rangle }
G (0) の値は{\displaystyle \langle A^{2}\rangle }に等しく必ず正となる。また十分時間が経った後は A (t) の値は A (0) の値と無関係になるので、積の平均は平均の積で置き換えることが出来る。
{\displaystyle \lim _{t\to \infty }\langle A(t)A(0)\rangle =\langle A(t)\rangle \langle A(0)\rangle }
右辺は定義により0である。よって時間相関関数は{\displaystyle t\to \infty }で0となる。
時間相関関数は、不可逆過程の統計力学において中心的な役割を果たすことが広く認識されている。例えば、すべての輸送係数が、平衡状態における時間相関関数の時間積分で表されることが分かっている。また時間相関関数は、放射線や粒子線の非弾性散乱微分断面積や磁気共鳴などの振動数スペクトルによって直接実験的に求められる。